# الحافظ التنسي
أبو عبد الله محمد بن عبد الله بن عبد الجليل بن عبد الله المغراوي الأمويّ التنسي التّلمساني ، من علماء القرن التّاسع الهجري، الخامس عشر ميلادي. إمام ومحدث ومقرئ وفقيه مشهور باسم الحافظ التَّنسي. ولد حوالي سنة 820 هـ / 1417 م  (قبل سنة 833 هـ / 1430 م)، بمدينة تنس  بالجزائر التي كانت حاضرة ومركزا علميا وميناءا تجاريا هامّا بالمغرب الأوسط في العهد الزياني.

## شيوخه وطلبه للعلم
نشأ الحافظ التنسي ببلدته وكان أبوه الإمام العلامة أبو محمد عبد الله التنسي أول شيوخه  ثم انتقل إلى تلمسان واستقرّ بها  وأخذ عن علماءها ومنهم:
- الحفيد بن مرزوق (766 هـ 1365 م - 842 هـ 1438 م):[9] مفتي حاضرة تلمسان بوقته. كان من كبار علماء الغرب الإسلامي، عالم بالفقه والأصول والحديث والأدب، أخذ عن أبي عثمان سعيد العقباني وجده الخطيب شمس الدين محمد بن مرزوق وجماعة من العلماء. من مؤلفاته: «المفاتيح المرزوقية لحل الأقفال واستخراج خبايا الخزرجية» و«أنواع الذّراري في مكررات البخاري» و«نور اليقين في شرح أولياء الله المتقين» و«تفسير سورة الإخلاص» و«ثلاثة شروح على البردة» و«المتجر الرّبيح والمسعى الرّجيح في شرح الجامع الصحيح» وغيرها.
- أبو الفضل بن الإمام التلمساني (توفي سنة 845 هـ 1441 م):[10] محمد بن إبراهيم بن الإمام أبي زيد عبد الرحمن بن الإمام البرشكي التنسي التلمساني، من أعلام تلمسان بوقته، كان مشاركا بجميع الفنون العقلية والنّقلية. قال عنه الحافظ التنسي: «شيخنا صدر البلغاء وتاج العارفين وأظروفة الزمان أبو الفضل».
- أحمد بن زاغو التلمساني (782هـ 1380 م ـ 845 هـ 1441 م):[11] أحمد بن محمد بن عبد الرحمن المغراوي التلمساني. من أكابر علماء تلمسان بوقته. برع في التفسير خاصة وفي جميع الفنون، أخذ عنه جماعة من كبار علماء تلمسان منهم مفتي حاضرة تلمسان أحمد بن زكري. من تآليفه «مقدمة في التفسير».
- محمد بن النجار التلمساني (توفي سنة 848 هـ 1444 م):[12] أبو عبد الله محمد بن أحمد بن النجار التلمساني، من فقهاء تلمسان ومفسريها، كان مشاركا في العديد من الفنون.
- قاسم بن سعيد العقباني (توفي سنة 854 هـ 1450 م):[13] قاضي حاضرة تلمسان بوقته. وهو كبير بيت العقباني بزمنه، أخذ عن أبيه الإمام العالم أبي عثمان سعيد العقباني وجماعة من العلماء. قال عنه التنسي: «شيخنا الإمام العلامة، وحيد دهره وفريد عصره».
- الحسن بن مخلوف أبركان (توفي سنة 857 هـ 1435 م):[14] الحسن بن مخلوف بن سعد المزيلي الراشدي. من كبار أولياء تلمسان وعلماءها، ترجم له ابن صعد في روضة النسرين.
- إبراهيم بن محمد التازي (توفي سنة 866 هـ 1462 م):[15] أبو إسحاق إبراهيم بن محمد بن علي اللنتي التازي نزيل وهران، تلميذ الإمام الهواري وخليفته بوهران. كان من أئمة الفقه وعلوم القرآن والحديث وكان أيضا صوفيا وشاعرا مجيدا.
- محمد بن العباس التلمساني (توفي سنة 871 هـ 1467 م):[16] المالكي الشهير بابن العباس التلمساني، شيخ شيوخ وقته في تلمسان، من كتبه «تحقيق المقال وتسهيل المنال في شرح لامية الأفعال» في الصرف (شرح لامية الأفعال لابن مالك)، و«شرح جمل الخونجي» في المنطق، و«العروة الوثقى في تنزيه الأنبياء عن فرية الإلقاء» درس وأفتى بتلمسان.
- عبد الرحمان الثعالبي (توفي سنة 875 هـ 1471 م):[17] المالكي الشهير بأبي زيد الثعالبي، شيخ شيوخ وقته في قصبة الجزائر، من كتبه «تفسير الثعالبي» في تفسير القرآن، وأفتى بمدينة الجزائر.

## تلامذته
كان للتنسي تلاميذ كثيرون، وكان غالبهم يأخذ عنه بالمدرسة اليعقوبية وبالمسجد وكان يدرس أيضا بمنزله بـ«باب الحديد». ومنهم:
- أبو جعفر البلوي (توفي سنة 938 هـ 1532 م):[20] أحمد بن علي بن داود البلوي الوادي آشي الأندلسي. العالم الرحالة الشهير. نزل تلمسان مع أبيه وإخوته ثم ارتحل بعدها إلى المشرق. ذكر إجازات التنسي له في ثبته، افتتحها بما قرأه التنسي على شيخه التازي: «قرأ عليَّ الفقيه النبيل المشارك المتفنن أبو العباس أحمد بن علي بن داود الأندلسي جل ما في هذا الجزء من قصائد شيخنا الفقيه العارف الصوفي أبي إسحاق إبراهيم بن محمد اللّنتي التازي، أفاض الله علينا وعليه من أنواره، حسب قراءتي إياها على ناظمها...»[3]
- محمد بن صعد التلمساني (توفي سنة 901 هـ 1496 م):[21] محمد بن أبي الفضل بن سعيد بن صعد الأنصاري التلمساني، صاحب «النجم الثاقب فيما لأولياء الله من مفاخر المناقب» و«روضة النسرين في التعريف بالأشياخ الأربعة المتأخرين».
- ابن مرزوق حفيد الحفيد (توفي بعد سنة 920 هـ 1514 م):[22] محمد بن أحمد بن محمد بن أبي يحي بن أحمد بن الخطيب شمس الدين بن مرزوق وأمه السيدة حفصة بنت الحفيد بن مرزوق وأخت الكفيف، يقال له أيضا سبط الحفيد. كان خطيبا وعالما جامعا مشاركا في جميع الفنون وهو آخر كبار العلماء من آل ابن مرزوق.
- أبو عبد الله بن العباس التلمساني (توفي بعد سنة 920 هـ 1514 م):[23] أبو عبد الله محمد بن الإمام أبي عبد الله محمد بن العباس التلمساني. من مؤلفاته: «شرح المسائل المشكلات في مورد الظمآن». لازم الحافظ التنسي عشر سنوات وأخذ عنه وقال في ذلك: «لازمت مجلس الشيخ الفقيه العالم الشهير سيدي التنسي عشرة أعوام وحضرت إقراءه تفسيرا وحديثا وفقها وعربية وغيرها»[24]
- أحمد بن الحاج التلمساني (توفي حوالي سنة 930 هـ 1524 م):[25][26] أحمد بن محمد بن محمد بن عثمان المناوي الورنيدي اليبدري التلمساني الشهير بابن الحاج الورنيدي، أحد أعلام تلمسان بزمنه، نشأ بكفالة الشيخ أحمد بن زكري وكان مشاركا بجميع الفنون. من مؤلفاته «جلوّ الحناديس عن سينية ابن باديس».
- أحمد زروق الفاسي (846هـ 1442 م ـ 899 هـ 1493 م):[27] أحمد بن أحمد بن محمد البرنسي الفاسي الشهير بزروق، من أشهر العلماء والمتصوفين بالقرن التاسع الهجري، كان رحالة كثير الأسفار أخذ عن علماء المغرب والمشرق، توفي بمصراتة. من مؤلفاته: «الجُنّة للمعتصم من البدع بالسنّة» و«قواعد التصوف».
- بلقاسم الزواوي (توفي بعد سنة 922 هـ 1516 م):[28][29] من كبار أصحاب الإمام السنوسي، أخذ عن علماء تلمسان ورحل إلى المشرق وأخذ عن علماءه. من مؤلفاته: «شرح على الرجز للضرير المراكشي»
- عبد الله بن جلال الوعزاني:[24] من علماء تلمسان، أخذ عنه محمد بن موسى الوجديجي تلميذ السنوسي[30] وهو عمّ مفتي تلمسان وعالمها محمد بن عبد الرحمن بن جلال الوعزاني التلمساني[30] نزيل فاس ثم مفتيها.

## مكانته العلميّة وثناء العلماء عليه
كان القرن التاسع الهجري العصر الذهبي لعلماء تلمسان وبلاد المغرب عامة، ظهر فيه الكثير من العلماء الأعلام و«كان التنسي شخصية علمية مشاركا في جميع الفنون» وقد احتل مكانة جد مرموقة بين علماء عصره. وكان بالدرجة الأولى من حفاظ ورواة الحديث والمختصّين بعلومه حتى عرف بـ«حافظ عصره». قال المبارك الميلي:«و انتهت رئاسة الحديث وسائر الفنون في القرن التاسع إلى الحافظ التنسي». ومن عنايته بالحديث نسخه بخط يده لـ«فتح الباري شرح صحيح البخاري» لابن حجر العسقلاني.

كما عرف الامام التنسي باهتمامه الكبير بالأدب شعراً ونثراً، وكثير اهتمامه بالتاريخ. وإذا كان معاصروه والمترجمون له، قد انتبهوا لقوة حافظته، ولسعة اطلاعه، ولتبحره في علم الحديث النبوي الشريف، وفي الفقه فإننا نلاحظ أنهم حرصوا كل الحرص، على إظهار ميله إلى التاريخ والأدب، مع أن الاهتمام بالمادتين كما هو معروف، كان قليلا في ذلك العصر الذي تغلبت فيه العلوم الدينية والتصوف على الحياة العلمية، فوصفه أحمد الونشريسي بـ «الفقيه، التاريخي، الحافظ، الأديب، الشاعر».

وقد ذكر أبو العباس أحمد المقري أن التنسي كان ينتقد ويعلق على قصائد الشعراء ومنهم الشاعر الأديب ابن الخطيب، فقال: « قال الإمام الحافظ عبد الله التنسي نزيل تلمسان رحمه الله تعالى، عندما جرى ذكر أمير المسلمين السلطان أبي حمو موسى بن يوسف بن عبد الرحمن بن يغمراسن بن زيان رحمه الله تعالى ما صورته، وكان الفقيه ذو الوزارتين أبو عبد الله بن الخطيب كثيرا ما يوجِه إليه بالأمداح ومن أحسن ما وجه له قصيدة سينية فائقة وذلك عندما أحس بتغير سلطانه عليه فجعلها مقدمة بين يدي نجواه، لتمهد له مثواه، وتحصل له المستقر، إذا ألجأه الأمر إلى المفر، فلم تساعده الأيام كما هو شأنها في أكثر الأعلام وهي هذه:
ثم قال الحافظ التنسي رحمه الله تعالى بعد سرد هذه القصيدة ما معناه : إن لسان الدين بن الخطيب حذا في هذه القصيدة السينية حذو أبي تمام في قصيدته التي أولها:
```
 واختلس كثيرا من ألفاظها ومعانيها
.
[
36
]
»
```

وقد اشتهر الإمام التنسي أيضا بالإفتاء كباقي كبار العلماء. ومما يثبت تمكنه من الإفتاء، جوابه الطويل في «قضية يهود توات»، والتي اختلف فيها الشيخ محمد بن عبد الكريم المغيلي مع قاضي توات عبد الله بن أبي بكر العصنوني. وقد بسط هذه النازلة الإمام أحمد بن يحي الونشريسي في موسوعته الفقهية «المعيار المعرب» تحت عنوان «نازلة يهود توات من قصور صحراء المغرب الأوسط»، وذكر الونشريسي جواب الحافظ التنسي في 16 صفحة بدايته:

```
«و لصاحبنا الفقيه الحافظ الجليل أبي عبد الله محمد بن عبد الله بن عبد الجليل التنسي جواب على مسألة كنائس اليهود المحدثة بالقصور التواتية رأيت إثباته هنا لما اشتمل عليه من الفوائد ونصه»
[
39
]
 

وقد أظهر التنسي في جوابه موسوعيته وإحاطته وتمكنه من الحديث والفقه وأقوال العلماء. وأعقبه بجواب 
الشيخ السنوسي
 المؤيد لجوابه بعد اطّلاعه عليه ومنه ما قاله السنوسي مخاطبا الشيخ محمد بن عبد الكريم المغيلي مشيدا بالتنسي وعلمه وشجاعته في قول الحق: 

«فاعلم يا أخي أني لم أر من وُفّق لإجابة هذا المقصد وبذل وسعه قي تحقيق الحق وشفي غليل أهل الإيمان في هذه المسألة ولم يلتفت لأجل قوة إيمانه ونصوع إيقانه إلى ما يشير به الوهم الشيطاني من مداهنة بعض من تُتقى شوكته ويُخشى أن يقع على يديه إضرار أو حط في المنزلة سوى الشيخ الإمام القدوة علم الأعلام الحافظ المحقق أبي عبد الله محمد بن عبد الجليل التنسي، بارك الله تعالى له ومتعه ومتع المسلمين ببقاءه».
[
40
]
 

```

لقد احتل الإمام التنسي منزلة رفيعة بين العلماء، تدل على ذلك تلك الألقاب والنعوت التي أطلقها عليه معاصروه وتلامذته والعلماء الذي ترجموا له، فقد سموه بالحافظ، وأصبحت الكلمة التي تدل على إتقانه لعلوم الحديث النبوي الشريف وحفظه، مقرونة باسمه. فلم يدع في كتب التراجم، إلا باسم الحافظ التنسي أو بالإمام. كما اختص التنسي بالوصف بالأديب والشاعر وبالمؤرخ. 

و قد سماه تلميذه أحمد ابن داوود البلوي الأندلسي «بقية الحفاظ، وقدوة الأدباء»، وذكر عن البلوي أنه لما خرج من تلمسان سئل عن علمائها فقال: «العلم مع التنسي والصلاح مع السنوسي والرياسة مع ابن زكري».

و وصفه الإمام السنوسي بـ «الشيخ الإمام القدوة علم الأعلام الحافظ المحقق».

و وصفه الونشريسي بـ «الفقيه الحافظ الجليل» و«الفقيه، التاريخي، الحافظ، الأديب، الشاعر».

و قال عنه السخاوي المصري وهو من معاصريه: «مشار إليه بالعلم وله تصانيف».

و وصفه ابن مريم التلمساني في البستان بـ«الفقيه الجليل الحافظ الأديب المطلع كان من أكابر علماء تلمسان الجلة ومحققيها».

## آثاره
إن آثار الإمام محمد التنسي تدل على المنزلة المرموقة التي اكتسبها بين معاصريه، في القرن التاسع الهجري الخامس عشر الميلادي الذي زخر بالعلماء، وبرز فيه عدد كبير منهم في المغرب الأوسط، فقد ترك مؤلفات في علوم متعددة تدل على تبحره وسعة علمه منها:
- الطراز في شرح ضبط الخراز :

```

الطراز في شرح ضبط الخراز

وهو من أشهر مؤلفاته في فن الضبط وهو علم يعرف به ما يدل على عوارض الحرف، التي هي الفتح والضم والسكون والكسر والشدّ والمدّ ونحو ذلك، ويرادف الضبط الشكل.
```

- نظم الدر والعقيان، في بيان شرف بني زيان، وذكر ملوكهم الأعيان، ومن ملك من أسلافهم فيما مضى من الزمان:

```
وهو موسوعة تاريخية وأدبية كبيرة من خمسة أجزاء، أولها في تاريخ بني زيان والمغرب الأوسط وذكر دولتهم وملوكهم إلى زمنه. والأجزاء الأخرى متنوعة المحتوى والمضمون.
```

- راح الأرواح، فيما قاله المولى أبو حمو من الشعر وقيل فيه من الأمداح، وما يوافق ذلك على حسب الاقتراح :

```
جمع فيه القصائد، التي قالها الملك الأديب 
أبو حمو موسى الثاني
، من أسرة بني عبد الواد، الذي تربع على عرش المغرب الأوسط من سنة 760 هـ إلى سنة 791 هـ (1359/1389م). كما يضم الكتاب القصائد التي مدح بها هذا الملك، بعض معاصريه من شعراء تلمسان. وقد اشتهر من بينهم محمد بن يوسف القيسي الثغري، ومحمد بن أبي جمعة الشهير بالتلالسي.
[
44
]
 وهذا الكتاب في حكم المفقود أيضا، لكن أحمد المقري نقل منه نقولا وفقرات طويلة في موسوعته الأدبية «نفح الطيب من غصن الأندلس الرطيب»
[
45
]
 وفي كتابه الثاني «أزهار الرياض في أخبار القاضي عياض».
[
46
]
```

- فهرسته وفيها ذكر لشيوخه ومرويّاته، وأثباته وقد ذكرها عبد الحي الكتاني في «فهرس الفهارس».[47]
- جواب نازلة يهود توات : رسالة مطولة تتضمن فتوى نازلة يهود توات مع تعقيب الشيخ السنوسي.[39]
- منظومة مختصر التلمسانية : وهو مختصر للأرجوزة التلمسانية في الفرائض لأبي إسحاق إبراهيم بن أبي بكر الوشقي التلمساني[48] لم يخرجه بعد علمه بوجود مختصر شيخه الحفيد ابن مرزوق للتلمسانية المسمى بـ«منتهى الأماني».[49]
- تعليق على مختصر ابن الحاجب: انفرد بذكره التنبكتي غير جازم بذلك وقال«و سمعت أن له تعليقا على فرعي ابن الحاجب».[4]
- كتاب في إسلام أبي طالب : انفرد بذكره السخاوي بصيغة الظن وقال «بل قيل إنه صنف في إسلام أبي طالب».[41]

### الطراز في شرح ضبط الخراز

نسخة مخطوطة نادرة جدا بخط مغربي

يعتبر كتاب «الطراز في شرح ضبط الخراز» أشهر شروح الضبط للخراز، وأسيرها شرقا وغربا، ولذلك كانت نسخه الخطية متوافرة وبأعداد ضخمة وذلك يدل على شهرته وأهميته وانتشاره.

وصفه أبو جعفر أحمد بن علي البلوي تلميذ مؤلفه بقوله:
```
«أجاد فيه وأفاد، وأحسن ما شاء وأراد»
[
49
]
```

شرح به منظومة مورد الظمآن في رسم أحرف القرآن لأبي عبد الله الشريشي الشهير بالخراز ، وهو أرجوزة في ضبط رسم القرآن الكريم، وما قام بشرحه محمد التنسي هو قسم من أرجوزة طويلة خصص منها صاحبها الخراز 454 بيتا للرسم، والباقي وهو 154 بيتا للضبط، ومنظومة أبي عبد الله الشريشي استهلها بقوله:

وقد شرح الإمام التنسي هذا النظم مستهلا اياه بقوله:

"الحمد لله الذي لا ينبغي الحمد إلا له، والصلاة والسلام على سيدنا محمد المبعوث بختم الرسالة صلاة وسلاما يخصان ويعمّان أصحابه وآله. وبعد فإني لما رأيت من تكلم على ضبط الأستاذ أبي عبد الله الشريشي الشهير بالخراز، وجدتهم بين مختصر اختصارا مخلا، ومطول تطويلا مملا، فتاقت نفسي إلى أن أضع عليه شرحا متوسطا يكون أنشط لقارئه، وأقرب لفهم طالبه، فشرعت فيه مستعينا بالله تعالى، وسمّيته بـ الطراز، في شرح ضبط الخراز، نسأل الله تعالى أن يجعله خالصا لوجهه الكريم، وأن ينفع به النفع العميم، إنه رحمان رحيم، قال رحمه الله:

المصحف

ثم أخذ في شرح مفردات البيت إلى أن قال:

«والنظم الذي أراد هو ما نظمه أولا، وجعل هذا الضبط موصولا به، فعيب عليه إذ لم يعين فيه ما للمقنع ولا ما للمنصف ولا ما للتنزيل ولا ما للعقيلة، فبدل أكثره حتى يعين ما لكل كتاب منها من الأحكام، وترك الضبط على حاله، لأن أحكامه متفق عليها في الأكثر...»

وعلى العموم فإن كتاب الطراز مطابق لاسمه في كونه طرازا عاليا في مباحث فن النقط والضبط، وقد ناقش مؤلفه أهم مسائله المعتبرة وقارن فيها بين مذاهب أئمة الفن ونبه على القوي والضعيف منها وما تقوم عليه من علة، ولهذا كان عمدة المتأخرين في هذا الشأن، كما اعتمدته اللجان والهيئات المشرفة على طبع المصاحف كما نجد التنبيه عليه في كثير من الملاحق التي ذيلت بها مختلف الطبعات في البلدان الإسلامية.

وقد كتب على الطراز غير واحد من الأئمة وتعددت الحواشي عليه، فمنها:
- حاشية على الطراز لأبي علي الحسن بن يوسف بن مهدي العبدوادي الزياتي:[55] توجد مخطوطة في بعض الخزائن الرسمية، والمؤلف من أعلام المدرسة المغربية في المائة العاشرة وما يليها، درس بفاس وقرأ القراءات وغيرها على أبي العباس أحمد بن قاسم القدومي (ت 992 هـ) ونزل جبل «كورت» من بلاد عوف بشمال المغرب، وتوفي هناك.
- حاشية على الطراز لأبي العلاء إدريس المنجرة[56] وولده أبي زيد عبد الرحمن[57] أو تعاليق أبي العلاء المنجرة وولده" ذكرها له بعض الباحثين، وقد قام بجمعها تلميذ الثاني منهما: إبراهيم بن محمد المخلوفي.
- حاشية على الطراز[58] أيضا لأبي زيد عبد الرحمان المنجرة[57] المذكور، وهي مخطوطة في نسختين بالخزانة الحسنية.
- طُرر على الطراز لعبد الواحد بن عاشر[59] صاحب فتح المنان المروي بمورد الظمآن. أثنى عليه فيها القادري في نشر المثاني فقال: «وله طرر عجيبة على شرح الإمام أبي عبد الله محمد التنسي لذيل مورد الظمآن في الضبط».[60]

### نظم الدر والعقيان
يعتبر كتاب "نظم الدر والعقيان" موسوعة تاريخية وأدبية كبيرة. أبدع التنسي فيها بإظهار اطّلاعة على التاريخ وأخبار المتقدمين ، كما أظهر موسوعيته الأدبية واطّلاعه الكبير على النصوص الأدبية ودواوين الشعراء ومختلف السير والآثار المتقدمة. قال محقق كتابه الطراز : "لا يسعني إلا أن أقول: إن الإمام التنسي كان موسوعية علمية وأدبية بدون منازع، يشهد لذلك مجموعه الضخم، المسمى : "نظم الدر والعقيان". وقد ألفه التنسي للسلطان الزياني أبي عبد الله المتوكل، لأنه كان "من جملة من غمرته آلاءه وتوالت عليه نعماءه" فقرر أن يجمع له "تصنيفا يكون ملوكيا أدبيا".

كما يعتبر المصدر العربي الوحيد، لفترة من تاريخ الدولة الزيانية العبدوادية، تزيد على سبعين سنة. وصفه محققه الدكتور محمود بوعياد مدير المكتبة الوطنية الجزائرية والمستشار الثقافي برئاسة الجمهورية الجزائرية بقوله : «وفيما عدا» نظم الدر«لا يتوفر للمؤرخ، مصدر تاريخي عربي آخر شامل الأخبار، لدراسة تلك الفترة الطويلة نسبيا، من تاريخ الدولة وتاريخ المغرب الأوسط، وذلك رغم تأخر زمنها وقربه من عصرنا».

و جاء الكتاب في مجلدين، مقسما على خمسة أقسام، كل قسم يحتوي عددا من الأبواب.
- القسم الأول : وهو القسم التاريخي ، أهم أقسام الكتاب. جاء في 6 أبواب:

الأول : في نسب السلطان المتوكل، الثاني: في فضل العرب، الثالث : في فضل قريش، الرابع : في فضل بني هاشم، الخامس : في فضل علي والحسن والحسين، السادس : في فضل عبد الله الكامل وبنيه إدريس وسليمان، السابع: في بني زيان ودولتهم إلى المتوكل.

و قد حقق عبد الحميد حاجيات الفصل الثاني من الباب السادس (تاريخ دولة الأدارسة ، المؤسسة الوطنية للكتاب ، الجزائر 1984 م) وحقق محمود بوعياد الباب السابع (تاريخ بني زيان ملوك تلمسان، موفم للنشر. الجزائر 2011 م)
- القسم الثاني: في بابين. في خصال الملك المحمودة.
- القسم الثالث : في 16 بابا. في الملح والنوادر.
- القسم الرابع : في 8 أبواب. في محاسن الكلام. حققه نوري سودان (نظم الدر والعقيان - (القسم الرابع في محاسن الكلام)، النشرات الإسلامية، ألمانيا 1980 م).
- القسم الخامس : في 4 أبواب. في المواعظ والحكم.

## أسرته
لا تتوفر معلومات كثيرة عن أسرة التنسي إلا ما ذكر متفرقا في المصادر، كما لا تعرف عائلة من ذريته في الوقت الحاضر بتلمسان أو ضمن المهاجرين إلى المغرب الأقصى، أو باقي المغرب العربي وممن ذكر من أسرته:
- أبوه الإمام أبو محمد عبد الله التنسي.[1]
- ابنه أبو الفرج بن محمد التنسي. كان من أقران تلميذه أحمد بن داود البلوي.[18]
- ابنه أبو عبد الله محمد بن محمد التنسي. ذكر المقري التلمساني في نفح الطيب أنه من شيوخ عمّه سعيد المقري ووصفه بـ«العالم» و «الحَبْر الشهير».[32][64]

## وفاته
توفي الحافظ التنسي في شهر جمادى الأولى سنة 899 هـ الموافق لفبراير من سنة 1494 م بمدينة تلمسان، بعد أن عاش حياة كرسها لنشر العلم والتأليف والتدريس.